# Il cappotto del turco
Il cappotto del turco è un romanzo di Cristina Comencini del 1997.
È stato tradotto in francese col titolo Soeurs.

## Trama
Isabella e Maria, due sorelle della borghesia romana degli anni Cinquanta, incarnano apparentemente scelte opposte di fronte all'enigma dell'esistenza: Isabella, che la sorella evoca dopo la sua scomparsa in mare, sembrava tutta rischio e follia, mentre Maria si presenta come la custode dei sogni della sorella minore. Entrambe hanno vissuto l'impegno politico: Maria, tentata da una vita più convenzionale, è tornata al suo ambiente d'origine, mentre Isabella, tormentata da una ricerca incessante, ha viaggiato per il mondo. Le due hanno amato lo stesso uomo, il turco Mehmet.

## Edizioni
C. Comencini, Il cappotto del turco, Milano, Feltrinelli, 1997.